# Antoine Charles Hennequin de Villermont
Pour les autres membres de la famille, voir Famille Hennequin d'Ecquevilly.
Le comte Antoine Charles Hennequin de Villermont, né le 12 juin 1815 à Rouen et mort le 9 février 1893 au château de Saint-Roch (Couvin), est un homme politique, écrivain et historien belge d'origine française.

## Biographie
Antoine Charles Hennequin de Villermont est le fils de l'amiral français Athanase de Villermont, cofondateur des Champagne Bollinger, et de Lucie de Brettes.
Tenu sur les fonts baptismaux par le dauphin de France, il suivit ses études au pensionnat royal de Versailles, puis à l'Université de Fribourg-en-Brisgau.
Il se fixa à Bruxelles en 1837 et fut naturalisé belge en 1849. Marié à Elisabeth de Fraye de Schiplaeken (petite-fille d'Eugène Goubau) puis à Marie Adélaïde Licot de Nismes (sœur d'Augustin Licot de Nismes), il est le père de Marie de Villermont, historienne.
Il représenta le canton de Couvin, puis de celui de Philippeville au conseil provincial de Namur de 1849 à 1893, et fut député permanent de la province de Namur de 1868 à 1893.
Ultramontain et légitimiste, il ne cessa d'essayer d'obtenir le rétablissement de la branche ainée des Bourbons sur le trône de France. Il dirigea l'œuvre des zouaves pontificaux à partir de 1860, fut l'un des fondateurs de la Société de Saint-Vincent-de-Paul à Bruxelles. Il était président du Comité central belge des œuvres pontificales. Il collabora à L'Univers et dirigea Le Courrier de Bruxelles de 1871 à 1882.
Intéressé aux affaires financières et industrielles, investissant dans les entreprises du groupe André Langrand-Dumonceau, il eut des intérêts dans la Banque liégeoise, l'Union générale, le Comptoir général, La Royale Belge, la Banque romaine, le Canal Blaton-Ath, les Chemins de fer romains, les Chemins de fer turcs, les Chemins de fer croates, la Banque de l'Union, etc.

## Décorations
- Grand-croix de l'ordre de François-Joseph  (monarchie autro-hongroise).
- Grand-croix de l'ordre de Saint-Grégoire-le-Grand (Vatican).
- Commandeur de l'ordre de Pie IX (Vatican).
- Commandeur de l'ordre du Saint-Sépulcre (Vatican).
- Grand officier de l'ordre de Saint-Charles.
- Commandeur de l'Ordre de l'Immaculée Conception de Vila Viçosa (Portugal).
- Croix civique de première classe (Belgique).

## Publications
- Esquisses et études historiques sur la réforme et son époque, 1854
- Candidature de l'archiduc Albert au trône impérial: négociations de Hans Molzer, 1854
- Les démêlés de Rodolphe II, empereur d'Allemagne, et de l'archiduc Mathias d'Autriche, 1855
- Quelques particularités sur les généraux de l'armée des Pays-Bas, à la fin du XVIe siècle, 1856
- Préludes de la guerre de trente ans: révolte des Bohêmes; défénestration de Prague, 1618, 1856
- Le cardinal Clesel, 1857
- Tilly, ou la Guerre de Trente Ans de 1618 à 1632, 1860 [2]
- Ernest de Mansfeldt, 1866
- Un duel au XVIIe siècle, 1866
- Couvin et sa châtellenie, 1876
- Rome et Frohsdorf ou les pèlerinages de Monsieur Grain d'Or tirés de sa correspondance avec M. le comte de Villermont, 1877
- Marie-Thérèse, 1717-1780, 1895

## Sources
- Biographie nationale, Académie royale de Belgique, 1861